# پولو (میزوری)
پولو (به انگلیسی: Polo) یک شهر در ایالات متحده آمریکا است که در شهرستان کالدول، میزوری واقع شده‌است. پولو ۱٫۶۳ کیلومتر مربع مساحت و ۵۷۵ نفر جمعیت دارد و ۳۰۹ متر بالاتر از سطح دریا واقع شده‌است.